# Docalidia spatulata
Docalidia spatulata är en insektsart som beskrevs av Nielson 1979. Docalidia spatulata ingår i släktet Docalidia och familjen dvärgstritar. Inga underarter finns listade i Catalogue of Life.